# Lijst van nummer 1-hits in Noorwegen in 1961
Deze hits stonden in 1961 op nummer 1 in de VG-lista, de bekendste hitlijst in Noorwegen.
| Nummer | Week | Artiest           | Titel                                                |
| ------ | ---- | ----------------- | ---------------------------------------------------- |
| 19     | 1    | Elvis Presley     | It's now or never                                    |
|        | 2    | Elvis Presley     | It's now or never                                    |
| 20     | 3    | Lolita            | Seemann (deine Heimat ist das Meer)                  |
|        | 4    | Lolita            | Seemann (deine Heimat ist das Meer)                  |
|        | 5    | Lolita            | Seemann (deine Heimat ist das Meer)                  |
|        | 6    | Lolita            | Seemann (deine Heimat ist das Meer)                  |
|        | 7    | Lolita            | Seemann (deine Heimat ist das Meer)                  |
|        | 8    | Lolita            | Seemann (deine Heimat ist das Meer)                  |
|        | 9    | Lolita            | Seemann (deine Heimat ist das Meer)                  |
|        | 10   | Lolita            | Seemann (deine Heimat ist das Meer)                  |
|        | 11   | Lolita            | Seemann (deine Heimat ist das Meer)                  |
| 21     | 12   | Robertino         | Romantica                                            |
|        | 13   | Robertino         | Romantica                                            |
|        | 14   | Robertino         | Romantica                                            |
|        | 15   | Robertino         | Romantica                                            |
|        | 16   | Robertino         | Romantica                                            |
|        | 17   | Robertino         | Romantica                                            |
| 22     | 18   | The Allisons      | Are you sure                                         |
|        | 19   | The Allisons      | Are you sure                                         |
|        | 20   | The Allisons      | Are you sure                                         |
|        | 21   | The Allisons      | Are you sure                                         |
|        | 22   | The Allisons      | Are you sure                                         |
| 23     | 23   | The Brothers Four | Greenfields                                          |
|        | 24   | The Brothers Four | Greenfields                                          |
|        | 25   | The Brothers Four | Greenfields                                          |
|        | 26   | The Brothers Four | Greenfields                                          |
|        | 27   | The Brothers Four | Greenfields                                          |
| 24     | 28   | Ricky Nelson      | Hello Mary Lou                                       |
|        | 29   | Ricky Nelson      | Hello Mary Lou                                       |
|        | 30   | Ricky Nelson      | Hello Mary Lou                                       |
|        | 31   | Ricky Nelson      | Hello Mary Lou                                       |
|        | 32   | Ricky Nelson      | Hello Mary Lou                                       |
|        | 33   | Ricky Nelson      | Hello Mary Lou                                       |
|        | 34   | Ricky Nelson      | Hello Mary Lou                                       |
|        | 35   | Ricky Nelson      | Hello Mary Lou                                       |
|        | 36   | Ricky Nelson      | Hello Mary Lou                                       |
|        | 37   | Ricky Nelson      | Hello Mary Lou                                       |
|        | 38   | Ricky Nelson      | Hello Mary Lou                                       |
|        | 39   | Ricky Nelson      | Hello Mary Lou                                       |
|        | 40   | Ricky Nelson      | Hello Mary Lou                                       |
|        | 41   | Ricky Nelson      | Hello Mary Lou                                       |
| 25     | 42   | The Highwaymen    | Michael                                              |
|        | 43   | The Highwaymen    | Michael                                              |
|        | 44   | The Highwaymen    | Michael                                              |
|        | 45   | The Highwaymen    | Michael                                              |
|        | 46   | The Highwaymen    | Michael                                              |
| 26     | 47   | Cliff Richard     | When the girl in your arms is the girl in your heart |
|        | 48   | Cliff Richard     | When the girl in your arms is the girl in your heart |
|        | 49   | Cliff Richard     | When the girl in your arms is the girl in your heart |
|        | 50   | Cliff Richard     | When the girl in your arms is the girl in your heart |
|        | 51   | Cliff Richard     | When the girl in your arms is the girl in your heart |
|        | 52   | Cliff Richard     | When the girl in your arms is the girl in your heart |